# Kusaczka wąsata
Kusaczka wąsata (Grallaria alleni) – gatunek małego ptaka z rodziny kusaczek (Myrmotheridae). Występuje w Kolumbii i Ekwadorze. Narażony na wyginięcie. Wyróżnia się dwa podgatunki.

## Morfologia
Długość ciała wynosi 17 cm, masa ciała 65–80 g. Pozostałe wymiary dla holotypu: skrzydło 113 mm, ogon 38 mm, skok 43 mm, dziób 25 mm. Od kącików dzioba odchodzą białe wąsy. Ciemię i kark niebieskawoszare, podbródek białawy, spód ciała płowobrązowy. Wierzch ciała brunatnooliwkowy, pióra na zakończeniach czarniawe.

## Zasięg występowania
Całkowity zasięg występowania szacowany jest na 169 000 km². Jest pofragmentowany, obejmuje zachodni stok Andów w Kolumbii oraz oba stoki Andów w Ekwadorze. Środowisko życia stanowią lasy mgliste na wysokości 1800–2500 m n.p.m.
Poszczególne podgatunki zamieszkują:
- G. a. alleni Chapman, 1912 – zachodnia Kolumbia
- G. a. andaquiensis Hernández-Camacho & Rodríguez-M, 1979 – południowa Kolumbia i północny Ekwador

## Lęgi
Po raz pierwszy lęgi opisano w roku 2003. Zlokalizowane zostały 2 gniazda, kolejno w 1995 i 1999 roku. Pierwsze z nich odnaleziono 23 listopada na wysokości 1800 m n.p.m., zawierało pisklę i jajo. Zbudowane było w pnączu epifitu Philodendron hastatum. Kształt miało kulisty, o ściętym wierzchołku i średnicy zewnętrznej 23 cm. Składało się głównie z obumarłych części P. hastatum oraz łodyg i liści innych roślin. Wyściółkę komory stanowiły liście. Jaja o skorupie barwy akwamaryny nie pokrywały żadne wzory. Miało wymiary 30,7×24,7 mm. Następnego dnia po odkryciu z jaja wykluło się drugie pisklę. Miało zamknięte oczy, ciemnoszarą skórę pokrytą ciemnoszarym puchem oraz dobrze widoczne wole. Dziób z wyjątkiem ciemnego zakończenia miał barwę cynobrową, podobnie jak i zajady. Dwa dni po wykluciu pisklęta ważyły 12 i 13,5 g. Siedem dni po wykluciu gniazdo opustoszało, zapewne więc lęg został zjedzony przez drapieżnika.
Drugie gniazdo odnaleziono 30 maja 1999 roku. Znajdowało się w wilgotnym lesie na łagodnym stoku. Miało kształt otwartego, kulistego kubeczka. Na budulec składały się liście, korzenie oraz, u nasady, patyki w małej ilości. Porastał je mech, co zwiększało bezpieczeństwo z powodu trudności wykrycia. W gnieździe znaleziono dwa młode w wieku 4–5 dni, porośnięte gęstym, szarym puchem. Miały pomarańczowe zajady i część dzioba bliższą głowie. Ich lotki zaczynały się rozwijać. Pisklęta miały zamknięte oczy. Oba ptaki z pary karmiły pisklęta stawonogami. Tydzień później gniazdo było opuszczone, prawdopodobnie również i ten lęg został zniszczony przez drapieżnika.

## Status i zagrożenia
Przed rokiem 1990 znano jedynie dwa okazy kusaczki wąsatej. Po tym roku obserwacje miały miejsce zarówno w Ekwadorze, jak i Kolumbii. Populacja szacowana jest na 1500–7000 dorosłych osobników, prawdopodobnie ma trend spadkowy. Łącznie Grallaria alleni spotykana jest na 16 obszarach uznanych za Important Bird Area, w tym jednym parku narodowym, Cueva de los Guácharos. Zagrożenie stanowi wycinka lasów pod tereny rolnicze. Zważywszy na mały teren występowania, niską liczebność populacji i trend spadkowy gatunek od 2005 roku klasyfikowany jest jako narażony na wyginięcie (VU – Vulnerable); wcześniej, od 1994 roku uznawano go za gatunek zagrożony (EN – Endangered).